# Suigetsu Hôzuki
 (juin 2024).
Pour les articles homonymes, voir Suigetsu.
Suigetsu Hōzuki (鬼灯水月, Hōzuki Suigetsu) est un personnage du manga Naruto. Ancien sujet d'Orochimaru et prisonnier à l’intérieur d’un réservoir dans un laboratoire, il est libéré par Sasuke peu de temps après la victoire de ce dernier sur Orochimaru, et devient le premier membre à être recruté dans l'équipe Hebi.
Les kanji composant son nom signifient eau (水, sui) et lune (月, getsu), faisant référence à une chose visible mais insaisissable comme le reflet de la lune dans l'eau.

## Profil

### Apparence
Les dents de Suigetsu sont similaires à celles d'un requin, tout comme celles de Kisame Hoshigaki ou Zabuza Momochi, et ses cheveux sont blancs avec des reflets bleus.

### Histoire
Suigetsu est la première personne que Sasuke libère et intègre à son équipe « Hebi », à la suite de sa victoire contre Orochimaru ; il commence par menacer le jeune Uchiwa, mais prend vite conscience que Sasuke est plus puissant que lui et n'hésiterait pas à le tuer s'il désobéit. Il décide de suivre Sasuke qui peut l’amener à la tombe de Zabuza pour récupérer le « hachoir de Kiri » et dans l’espoir de rencontrer Kisame, le partenaire d’Itachi pour le combattre et lui prendre son épée Samehada.
Sasuke et Suigetsu vont donc au Pays des Vagues pour récupérer l’épée de Zabuza, puis vont ensuite chercher Karin et Jûgo dans les autres repaires d’Orochimaru. Sasuke leur explique pourquoi il veut former une équipe, et leur objectif.
Lorsque l’équipe Hebi se sépare pour chercher des indices à propos d’Itachi, Suigetsu rencontre les banquiers travaillant avec Kakuzu et les attaque pour leur demander des informations. Lorsqu’il voit la gigantesque explosion provoquée par le suicide de Deidara face à Sasuke, Suigetsu se rend compte que l’explosion a eu lieu à leur point de rendez-vous ; il invoque alors Manda avec le sang de Sasuke contenu dans une fiole et s’aperçoit que Sasuke a utilisé ce dernier comme bouclier. Il blâme ensuite Sasuke pour le sacrifice du serpent. Manda meurt, et l’équipe Hebi se regroupe et prend ses quartiers dans une auberge pour laisser à Sasuke le temps de récupérer de ses blessures.
Lorsque l’équipe repart à la poursuite d’Itachi, Sasuke tombe sur un clone de ce dernier qui les guide ; en chemin, ils tombent sur Kisame qui laisse passer Sasuke et barre le chemin aux trois autres ; Suigetsu engage alors avec lui un combat pour passer le temps, mais est largement dominé par Kisame.
Après la mort d’Itachi et la récupération de l’équipe Hebi par Akatsuki, Sasuke change le nom de l’équipe en « Taka », leur nouvel objectif étant de détruire Konoha. Le premier travail de Taka est de récupérer Killer Bee, mais le combat tourne mal et Suigetsu est obligé de les protéger de l’« Orbe du démon » qu’il se prend de plein fouet, l’incapacitant pour un moment. Il est récupéré par Jûgo, et doit être mis en convalescence dans un réservoir d’eau.
Après avoir récupéré, l’équipe Taka se dirige vers Konoha, mais est interceptée par Tobi qui les envoie au « Sommet des cinq kage ». Lorsque Sasuke combat le Raikage, Suigetsu se trouve engagé dans un duel à l’épée face à Darui, mais est immobilisé par ce dernier qui utilise des techniques de foudre, point faible de Suigetsu. Il est libéré lorsque Sasuke fait s’effondrer le bâtiment, mais se retrouve séparé des autres avec Jûgo ; ils se déguisent en samouraïs, mais sont arrêtés et mis dans une des prisons du Pays du Fer.
Peu après, Suigetsu et Jûgo profitent du fait qu’il y ait peu de gardes à cause de la 4e grande guerre ninja pour s’échapper et partir à la recherche de leurs compagnons et de l’épée de Suigetsu. Ils se rendent dans un des anciens repaires d’Orochimaru et doît affronter Jûgo (à cause de son changement de personnalité) qu'il reussit à battre assez facilement et découvrent les résultats des  recherches d'Orochimaru sur le clan Uzumaki la technique de l’« emprisonnement des morts ». Ils décident alors de rejoindre Sasuke pour lui montrer cette découverte, et le retrouvent peu après la fin du combat de ce dernier avec Itachi face à Kabuto. Au vu des informations contenues dans le rouleau, Sasuke décide de faire revivre Orochimaru à partir du sceau maudit d’Anko pour qu’il puisse libérer l’âme des Hokage et les invoquer. Une fois fait, ils discutent et Sasuke décide de partir en guerre contre Madara et Tobi ; ne se sentant pas concerné, Suigetsu tente de s’éclipser, mais est frappé par Karin, tout droit sortie des prisons de Konoha. Plus tard, Orochimaru retrouve Tsunade et les cinq kages et oblige Suigetsu à poser des limaces sur le corps de Tsunade pour l'aider à se régénérer.
Il combat encore durant le reste de la guerre aux côtés de ses camarades de Taka, avec Orochimaru, contre Yamato prisonnier du corps de Guruguru mais il est pris dans le Genjutsu des Arcanes Lunaires Infinis lorsque ce dernier est activé. Il en est libéré plus tard, aux côtés d'Orochimaru et du reste de l'équipe Taka, il s'éclipse ensuite avec ses coéquipiers.
Plus de quinze ans plus tard, il est retourné au service d'Orochimaru en tant qu'homme de main avec Jûgo et Karin, il est au repaire d'Orochimaru que Sasuke, Naruto et Sarada visitent lorsqu’ils sont à la recherche de Shin. À la demande de la fille de Sasuke, il procède à un test d’ADN avec un cordon ombilical qu’il pense être celui de Karin, et lui annonce que cette dernière est sa mère biologique. Karin lui explique plus tard avoir aidé Sakura à accoucher et gardé le cordon ombilical de Sarada. Il réapparaît ensuite lorsque Boruto et ses camarades sont en voyage scolaire à Kiri.

### Personnalité
Suigetsu semble indifférent à la plupart des choses, obsédé par son rêve de récupérer les épées légendaires de Kiri pour reformer l’équipe des sept épéistes. Détestant Karin qui était présente lors des expériences d’Orochimaru sur lui, il ne perd pas une occasion de se moquer de la jeune fille, et déclare à Jûgo que la seconde chose qui l’intéresse dans la vie après sa passion pour les épées légendaires (ou celles plus classiques, comme l’épée de Darui) est de se mettre en travers du chemin de Karin (notamment en l’empêchant de se retrouver seule avec Sasuke). Il déteste également Jûgo qu’il prend pour un fou furieux, et ses sentiments pour Sasuke ne sont pas ceux d’un subalterne ; il cherche surtout à l’utiliser pour réaliser son rêve. De son côté, Karin lui reproche d'être un fainéant car il demande souvent des pauses pour se reposer et s'hydrater.
Cependant, ses sentiments envers ses coéquipiers évoluent, et il se prend parfois à vouloir les protéger, comme face à Killer Bee, au risque de sa propre vie, même s’il déclare plus tard à jûgo qu’il les « hait tous » et surtout lui.
En tant que prodige épéiste de Kiri, Suigetsu a une certaine passion pour le meurtre, mais il parvient à la demande de Sasuke à réfréner ses instincts et à ne jamais tuer ses adversaires lorsqu’il est face à ce dernier, au point d’être choqué quand Sasuke tue des samouraïs au « Sommet des cinq kage ». Cependant, lorsqu’il sait que Sasuke ne le voit pas, il ne se gêne pas pour tuer à l’occasion. Il a par ailleurs souvent une attitude agressive, cherchant le combat, et admet qu’il a une forte propension à vouloir couper les choses, que ça soit ses adversaires ou les relations entre personnes, ce qui fait dire à Jûgo qu’il a un problème psychologique.
Suigetsu semble également aimer les animaux, comme le démontre ses tentatives d’approche avec les chats ninjas de Nekobaa ou le fait qu’il reproche à Sasuke d’avoir utilisé Manda comme bouclier, lui disant qu’il devrait être plus respectueux des animaux.
Malgré son côté confiant et arrogant, Suigetsu peut montrer un côté peureux et comique lorsque quelqu'un de plus puissant que lui menace de s’en prendre à lui : lorsqu’Orochimaru est ramené à la vie par Sasuke, Suigetsu se tient toujours le plus éloigné possible de lui, et est terrifié lorsqu’il pense que ce dernier va l’utiliser comme sacrifice pour invoquer un Hokage, et lorsque les deux premiers Hokage sont pris de colère face à l’annonce de Sasuke concernant sa volonté de détruire Konoha, il se liquéfie de peur en se cachant derrière Orochimaru.

### Capacités
Suigetsu est un ninja assez puissant ou au moins très confiant de ses capacités, étant donné qu'il laisse sous-entendre à plusieurs reprises à Sasuke qu’il ne lui est pas subordonné. Il est également un expert en  techniques aqueuses, bien qu'il n'a pas eu beaucoup d'occasions de montrer ses capacités dans ce domaine.
Suigetsu peut prendre une forme liquide et retourner à sa forme initiale à volonté. Cette capacité lui permet également de changer la forme de son corps en cas de besoin. Elle met également son adversaire en mauvaise posture : lorsqu'il prend sa forme liquide, le coup porté le traverse et l'ennemi perd l'équilibre (comme Karin traversant le visage de Suigetsu en le frappant au visage). Cette capacité lui confère une certaine résistance, puisqu’il parvient à survivre, bien qu’en assez mauvais état à une « orbe du démon » lancée à bout portant par Killer Bee sous la forme complète de Hachibi. En contrepartie, Suigetsu doit consommer fréquemment de l'eau, car il a besoin d'une hydratation régulière afin de maintenir sa forme aqueuse. Suigetsu peut également utiliser cette capacité pour s’infiltrer facilement dans une zone ou un bâtiment, pour attaquer quelqu’un par surprise, ou pour s’évader. Par contre, les capacités aqueuses de Suigetsu sont vulnérables face aux attaques de type foudre (raiton) ; une épée imprégnée de chakra raiton en travers de son corps ne le blesse pas, mais l’empêche de se fusionner
et de se libérer.

Le hachoir de Kiri.

Suigetsu a également des talents d’épéiste ; frère de Mangetsu Hôzuki, son rêve est recréer les  «sept épéistes légendaires » dont il deviendrait le chef ; pour ce faire, il cherche à collecter les épées légendaires, et demande à Sasuke de l'amener à la tombe de Zabuza dans le Pays des Vagues pour récupérer son ancienne épée, le « hachoir de Kiri ». Suigetsu, qui s’est entraîné avec son frère et les autres épéistes de l’ancienne génération peut utiliser l'arme avec une facilité étonnante, augmentant sa force en gonflant ses muscles avec sa capacité aqueuse ; mais lorsqu'il porte l'épée sur son dos et qu'il effectue de longues distances, son poids le fatigue et le ralentit. Selon Kisame, Suigetsu est un prodige dans l’art de tuer, sa spécialité étant de démembrer ses adversaires avant de les décapiter.

## Apparition dans les autres médias
L’anime développe plus en profondeur l’histoire de la récupération du « Hachoir de Kiri » au Pays des Vagues, où Suigetsu a un rôle principal. Suigetsu est aussi présent dans l'arc hors-série de l'examen chūnin pendant l'ellipse. À cette époque, il s'était déjà fait capturé par Orochimaru et il était sous la surveillance de Karin. Lors d'une visite de Sasuke au repaire, il lui demande de le libérer, mais Sasuke répond que cela dépendra de sa puissance. Alors que des scientifiques viennent procéder à une expérience sur lui, Sasuke hypnotise l'un d'eux grâce à une illusion et le force à libérer intentionnellement Suigetsu. Après que ce dernier se soit échappé, Sasuke et Karin le recherchent et le retrouvent à l'occasion d'un affrontement avec celui-ci. Il les attaque avec les Grêlons d'Eau, mais ses adversaires l'esquivent. Sasuke l'attaque avec un kunai, mais Suigetsu le traverse avec la Technique de Liquéfaction. Suigetsu attaque Sasuke et parvient à le repousser, puis s'attaque à Karin qui arrive à le vaincre en faisant sortir une immense chaîne de son corps. Elle rapporte alors son corps jusqu'au repaire.

## Techniques
- Technique de Liquéfaction (水化の術, Suika no Jutsu?)
Technique secrète du clan Hozuki qui consiste à transformer son corps en eau, ce qui permet de résister à toutes les attaques physiques ou à distance. Néanmoins, cette technique a un point faible, le Raiton : la maîtrise de la foudre permet d'outrepasser la forme liquide de l'utilisateur.
- Pistolet à Eau (水鉄砲の術, Mizudeppo no Jutsu?)
L'utilisateur mime un pistolet avec sa main, puis tire un jet d'eau à haute pression de son doigt. Ce jet agit comme une vraie balle.
- Pistolet à Eau: Double Gun (水鉄砲・2丁, Mizudeppo - Nisho?)
Même technique que ci-dessus, mais cette fois avec les deux mains.
- Clonage Aqueux (水分身の術, Mizubunshin no Jutsu?)
L'utilisateur crée un clone de lui-même constitué entièrement d'eau. Ce clone possède environ un dixième de la force de l'original, et se dissipe s'il subit trop de dégâts.
- Suiton : Tate-Eboshi (水遁・楯烏帽子, Suiton - Tate eboshi?)
Suigetsu fusionne avec un grand corps d'eau, et se transforme en monstre aqueux. Cette forme possède une grande force physique et peut également encaisser des attaques pour protéger les alliés de l'utilisateur. Cette technique n'est possible que grâce à la technique de liquéfaction.
- Suiton : Grêlons d'Eau (水遁・水あられ, Suiton - Mizu arare?)
L'utilisateur joint ses mains et tire une rafale de projectiles aquatiques sur sa cible. Ces balles aqueuses peuvent transpercer le bois et pulvériser la pierre.
- Suiton : Grand Bras Aqueux (水遁・豪水腕の術, Suiton : Gōsuiwan no Jutsu?)
Suigetsu absorbe de l'eau pour augmenter sa masse corporelle, et concentre ce gain de force dans son bras droit. Son bras devient beaucoup plus musclé, ce qui augmente largement sa force.